# 1672
- Wikisource

| Calendário gregoriano                                                        | 1672 MDCLXXII                       |
| Ab urbe condita                                                              | 2425                                |
| Calendário arménio                                                           | 1121 – 1122                         |
| Calendário bahá'í                                                            | -172 – -171                         |
| Calendário budista                                                           | 2216                                |
| Calendário chinês                                                            | 4368 – 4369 Início a 30 de janeiro  |
| Calendário copta                                                             | 1388 – 1389                         |
| Calendário etíope                                                            | 1664 – 1665                         |
| Calendários hindus - Vikram Samvat - Calendário nacional indiano - Cáli Iuga | 1727 – 1728 1593 – 1594 4772 – 4773 |
| Calendário Holoceno                                                          | 11672                               |
| Calendário islâmico                                                          | 1083 – 1084                         |
| Calendário judaico                                                           | 5432 – 5433                         |
| Calendário persa                                                             | 1050 – 1051                         |
| Calendário rúnico                                                            | 1922                                |
| Calendário solar tailandês                                                   | 2215                                |

1672 (MDCLXXII, na numeração romana)  foi um ano bissexto do século XVII  do actual Calendário Gregoriano, da Era de Cristo,  e as suas letras dominicais foram  C e B (52 semanas), teve início a uma sexta-feira e terminou a um sábado.
| Ano completo                          |
| ------------------------------------- |
| Ano bissexto com início à sexta-feira |

## Eventos
- 1 de Outubro - São concluídas as obras da construção do Convento de São Francisco, Angra do Heroísmo que se tinham iniciado em 1663.
- 13 de Abril - Erupção vulcânica na ilha do Faial, Açores, acontecimento que ficou conhecido pelo Vulcão do Cabeço do Fogo, iniciou-se na noite de 13 de Abril, com 5 sismos seguidos.[1]

## Nascimentos
- Pedro I da Rússia

## Mortes
- 19 de Novembro - Franciscus Sylvius, médico holandês e fundador da Iatroquímica (n. 1614).

## Por tema
- 1672 na literatura